# Gabriel Boggio
Gabriel José Boggio Bernal (19 de abril de 1993, Venezuela) es un futbolista venezolano, que jugó como centrocampista y su último equipo fue el Monagas SC de la Primera División de Venezuela.

## Clubes
| Club       | País      | Año       |
| ---------- | --------- | --------- |
| Monagas SC | Venezuela | 2015-2016 |

## Monagas Sport Club

### Torneo Apertura 2016
Su primero partido en el torneo, fue ante el Aragua FC, la cual finalizó con un empate el 16 de marzo. Su participación con el equipo finbalizó con el Torne Apertura.